# Kriegsgräberstätte Ludwigstein

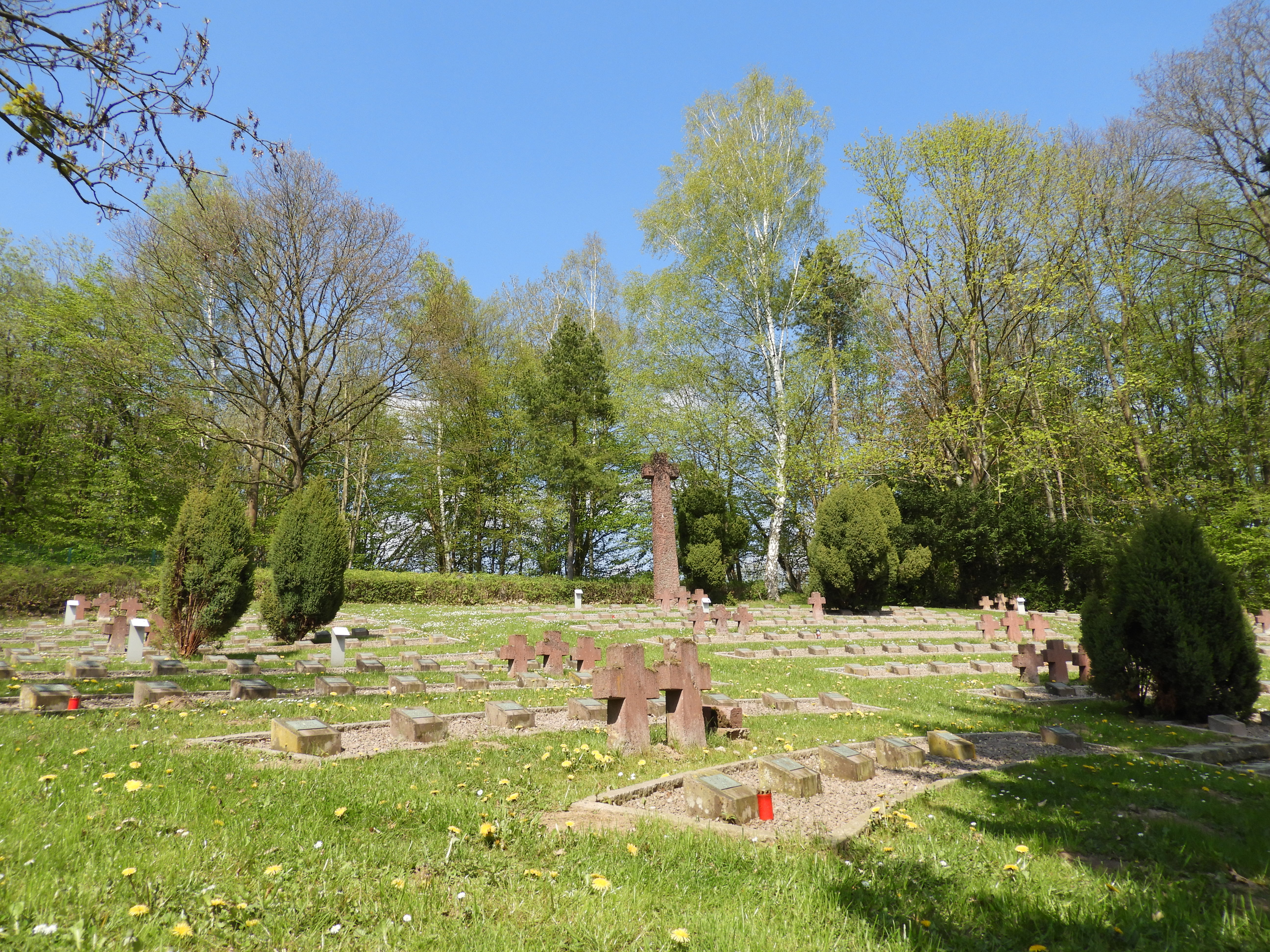
Das Gräberfeld unterhalb der Burg Ludwigstein

Die im Jahr 1961 eingeweihte Kriegsgräberstätte Ludwigstein im nordhessischen Werra-Meißner-Kreis wurde als Sammelgrabstätte für Menschen mit unterschiedlichen Schicksalen angelegt. Die sterblichen Überreste von 294 Wehrmachtsangehörigen, Kriegsgefangenen, Gestapo-Häftlingen, Menschen, die zur Zwangsarbeit gezwungen worden waren, und sogenannten „Displaced Persons“ sind hier beigesetzt. Diese Toten des Zweiten Weltkriegs und der Zeit kurz danach wurden aus verschiedenen Kreisen Nordhessens auf den Friedhof unterhalb der Burg Ludwigstein umgebettet. Eine Tafel am Eingang der Anlage zeigt die Anordnung der Gräber und informiert über die Geschichte der Kriegsgräberstätte.

## Lage

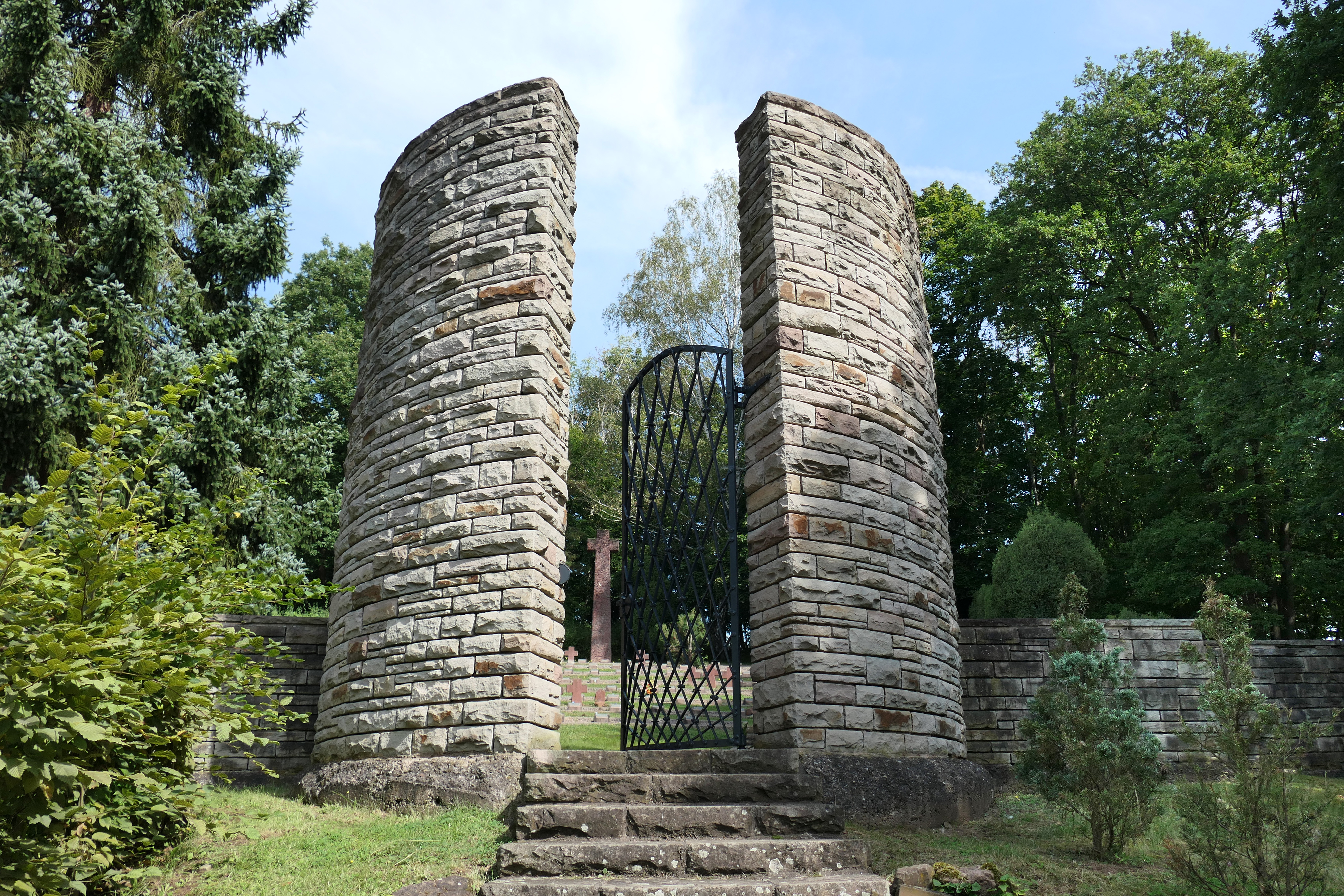
Die beiden Halbschalentürme im Eingangsbereich

Die Kriegsgräberstätte liegt an der Hauptzufahrt zur Burg Ludwigstein. Die schmale Straße wurde 1960 in gemeinsamer Arbeit von amerikanischen, belgischen und deutschen Pionieren, dem Bundesgrenzschutz und zahlreichen Jugendgruppen als „Weg des guten Willens“ neu angelegt. Sie führt nördlich von Oberrieden von der Bundesstraße 27 bergauf zur Burg.
Die Burg steht auf einem rund 236 m hohen Berg, der nach Osten, Norden und Westen steil zu der Werraschleife bei Werleshausen abfällt. Sie wurde in der ersten Hälfte des 15. Jahrhunderts gegenüber der Burg Hanstein, die auf der anderen Seite der Werra steht, von Landgraf Ludwig I. von Hessen erbaut und sollte die Grenze zu dem damals kurmainzischen Eichsfeld schützen. Im Jahr 1920 erwarb eine Vereinigung aus Angehörigen der Bündischen Jugend den inzwischen weitgehend verfallenen Ludwigstein, um ihn als „lebendiges Ehrenmal für die im Ersten Weltkrieg gefallenen Wandervögel“ zu renovieren. Nachdem die Burg als Jugendburg Ludwigstein in eine Stiftung überführt wurde, ist sie als Herbergsbetrieb eine offene Begegnungsstätte für Jugendliche aus aller Welt. In der Burg sammelt und bewahrt das Archiv der deutschen Jugendbewegung Dokumente von den 1890er Jahren bis in die Gegenwart.
Der Friedhof gehört administrativ zu der Gemarkung von Werleshausen, einem Ortsteil der Stadt Witzenhausen im Werra-Meißner-Kreis und liegt im Geo-Naturpark Frau-Holle-Land. Naturräumlich wird dieser Bereich im Unteren Werraland der Teileinheit Lindewerra-Werleshäuser Schlingen im Sooden-Allendorfer Werratal zugeordnet, der südlich und östlich in das Soodener Bergland übergeht. Im Westen und Nordwesten grenzen die Teileinheiten Neuseesen-Werleshäuser Höhen und Höheberg an.

## Gräberstätte

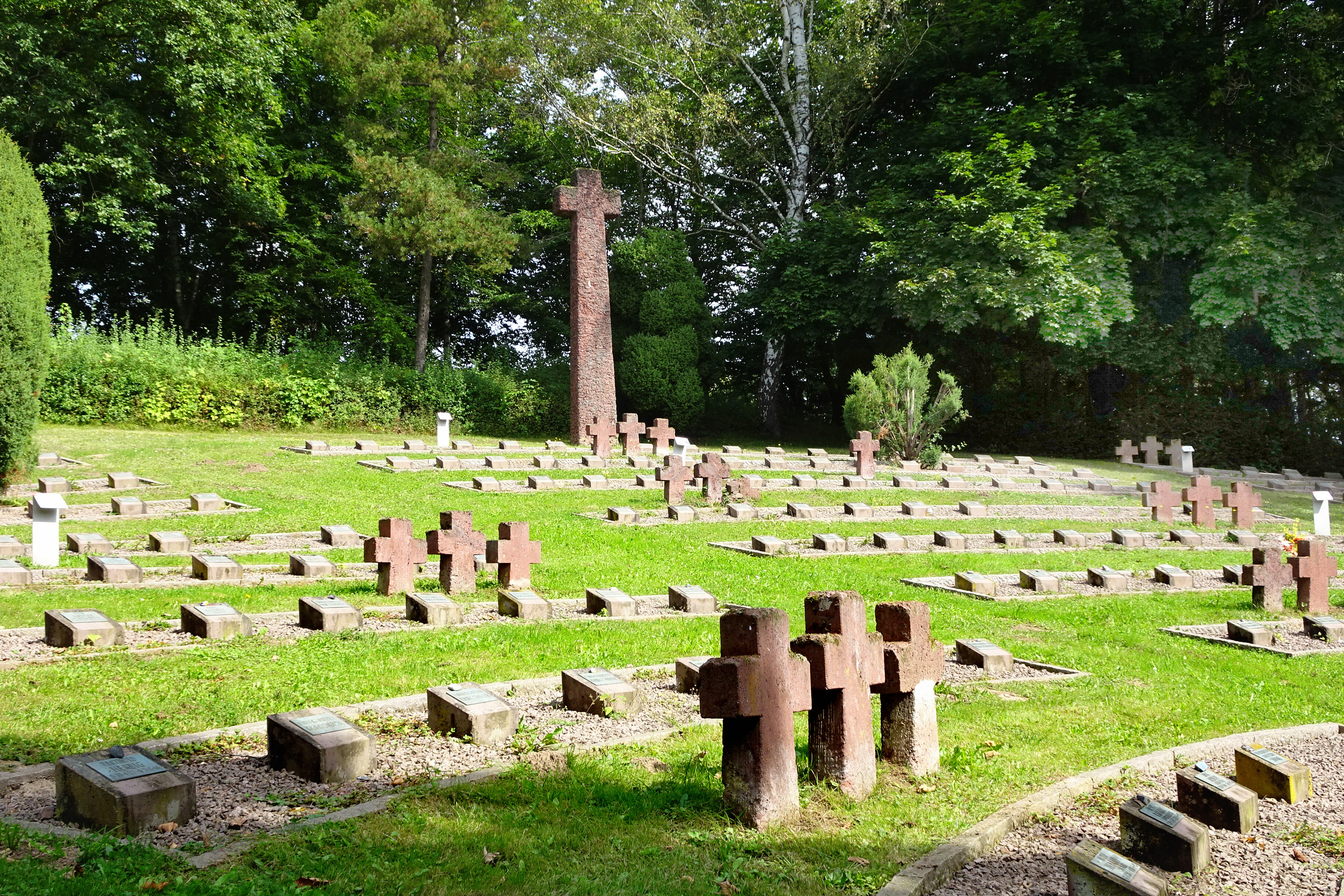
Die auf dem Friedhof stehenden Kreuze wurden aus Michelnauer Basaltlavatuff gefertigt

Die Kriegsgräberstätte wurde Anfang der 1960er Jahre von der hessischen Landesregierung in Zusammenarbeit mit dem Landratsamt in Witzenhausen und dem Volksbund Deutsche Kriegsgräberfürsorge nach den Plänen von Heinz Dieffenbach angelegt. Die Gräber des Friedhofs sind in Reihen angeordnet, die einen Viertelkreis ergeben. Zwischen ihnen stehen unregelmäßig Gruppen von jeweils drei Kreuzen, die, wie auch das Hochkreuz auf dem höchsten Punkt der Anlage, aus Michelnauer Basaltlavatuff gefertigt sind. Die einheitliche Gestaltung sollte verbergen, dass Menschen verschiedenen Alters und Geschlechts und mit verschiedenen Lebensläufen hier ihre letzte Ruhe fanden. In den Gräbern liegen 103 Deutsche und 66 Menschen aus anderen Nationen, deren Namen bekannt waren, sowie 125 Unbekannte. Die Toten waren vorher im nordhessischen Raum in Feldgräbern oder zerstreut auf Gemeindefriedhöfen beigesetzt, bevor sie hierher umgebettet wurden. Mit der Überführung auf die Kriegsgräberstätte sollte das fortdauernde, durch Gesetz festgelegte Ruherecht für die Opfer von Krieg und Gewaltherrschaft gewährleistet werden.
Der unmittelbar an der damaligen DDR-Grenze neu geschaffene Kriegsopferfriedhof sollte anfangs nicht nur eine Gräberstätte, sondern außerdem ein „westdeutsches, antikommunistisches Zeichen“ an der innerdeutschen Grenze sein. Bei der Einweihung am 25. August 1961 nahm der damalige hessische Ministerpräsident Georg-August Zinn (1901–1976) Bezug auf die Grenzlage und sagte vor über tausend Zuhörern: „Das deutsche Volk ist missbraucht worden und wehrlos einem Regime ausgeliefert gewesen, wie jetzt die Menschen jenseits der Zone.“ Die Gräberstätte unterhalb der Burg wurde in den Jahren des Kalten Krieges zum politischen Platz stilisiert. So symbolisierten auch die beiden getrennt stehenden, rund vier Meter hohen Halbschalentürme des Eingangsbereichs die damalige Teilung Deutschlands. Die nahe Grenze trennte in dieser Zeit nicht nur Lebende voneinander, sondern ebenso die Lebenden von den Toten. Angehörige konnten vor der Grenzöffnung 1989 nur unter schwierigen Umständen die Gräber ihrer Verstorbenen oder Gefallenen hüben oder drüben besuchen. Auf diese Tragik weisen die Zeilen in einem der beiden turmartigen Gemäuer hin:
„Kreuz an der Grenze, die Bruder vom Bruder getrennt,

weise zum einenden Himmel, öffne die Herzen dem Frieden.“
Für den Historiker Gunnar Richter war die Friedhofsanlage weniger ein Mahnmal für die Opfer des Nationalsozialismus als vielmehr ein Mahnmal gegen den Kommunismus und letztlich für das Leiden des deutschen Volkes. Die Überführung der Toten diente in erster Linie nicht dem würdigen Gedenken an ihre Schicksale, sondern der Bekräftigung der damals vorherrschenden politischen Linie. Die meisten der überführten ausländischen Opfer stammten aus den östlichen Ländern. Vor allem die Angehörigen der Sowjetunion waren auch wegen ihrer kommunistischen Überzeugung von den Nazis verfolgt und ermordet worden und sollten nun eine Mahnung gegen den Kommunismus und damit gleichermaßen gegen die politische Überzeugung darstellen, wegen derer viele von ihnen zu Tode gequält oder erschossen worden waren.
Diese Form des Gedenkens war nicht die Auseinandersetzung mit den NS-Verbrechen oder gar der Mittäterschaft der deutschen Bevölkerung, sondern eher eine Art „besinnlicher Trauer“ über das Unmenschliche und Böse schlechthin, das in Form des „NS-Regimes“ nicht nur über das Ausland, sondern genauso über Deutschland hereingebrochen war. Opfer waren in diesem Sinne nicht nur die Menschen der besetzten Länder, sondern auch die Deutschen. Entsprechend dieser Interpretation, dass alle Opfer gewesen seien, wurden auf dem Friedhof die verstorbenen und ermordeten Ausländer gemeinsam mit deutschen Soldaten beerdigt. Das war bereits damals nicht unumstritten. Kurz vor der Einweihung protestierte die Vereinigung der Verfolgten des Naziregimes gegen die gemeinsame Bestattung von Ermordeten und deutschen Soldaten. Der Grund war die Umbettung von Hinrichtungsopfern aus dem Arbeitserziehungslager Breitenau in Guxhagen, südlich von Kassel. Das Straflager Breitenau war schon am 29. März 1945 aufgelöst und geräumt worden. Im Zellenbau waren nur noch 28 Häftlinge. Ein Erschießungskommando, das aus Kasseler SS-Angehörigen und Gestapoleuten bestand, hat sie auf Befehl des Leiters der Staatspolizeistelle Kassel, Franz Marmon ohne Prozess in den frühen Morgenstunden des 30. März 1945 am Fuldaberg bei Breitenau erschossen. Mithäftlinge mussten vorher eine Grube ausheben und anschließend die Toten mit Erde bedecken. Nach dem Einmarsch der amerikanischen Truppen am 1. April 1945 sorgten ehemalige Mitgefangene aus Polen dafür, dass die ermordeten 16 sowjetischen, 10 französischen und die beiden niederländischen Kriegsgefangenen auf den Anstaltsfriedhof Breitenau umgebettet wurden.

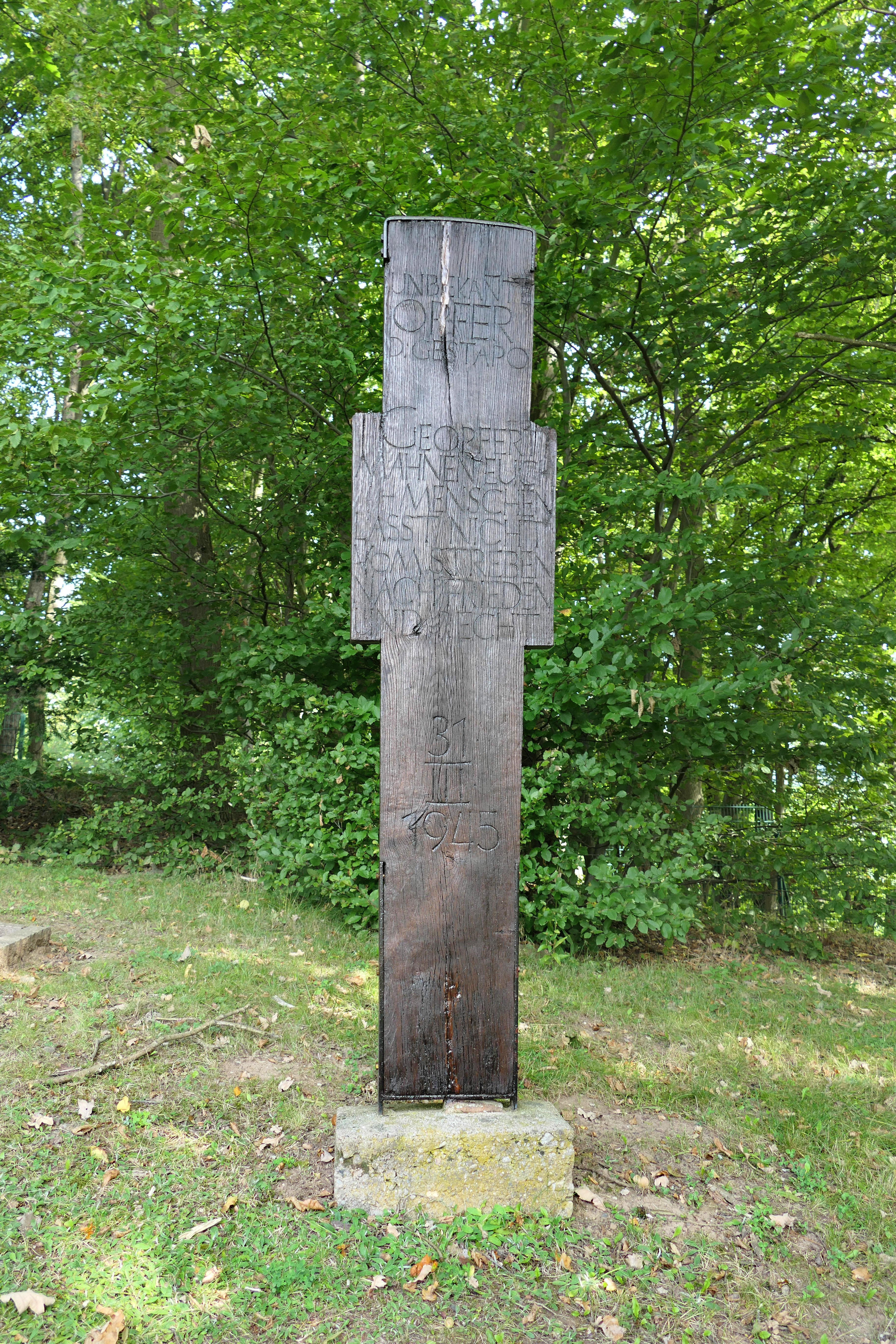
Holzkreuz von Wilhelm Hugues zur Erinnerung an die ermordeten Gefangenen

Im Juli 1960 wurden die Gebeine der Toten des Lagers und der Erschossenen exhumiert und auf den Friedhof Ludwigstein überführt. Ein von Breitenau umgesetztes Holzkreuz des Künstlers Wilhelm Hugues (1905–1971) mit der Inschrift
„Unbekannte Opfer der Gestapo

Geopferte mahnen Euch

Menschen laßt nicht vom Streben

nach Frieden und Recht

31. III. 1945“
soll an sie erinnern. Aber weder auf den Gräbern noch auf dem Kreuz wird die Ermordung im Lager vermerkt. Es gibt keinen Hinweis auf das Schicksal der Opfer und woher sie stammten. Sie wurden hier unter dem recht allgemeinen Begriff „unbekannte Kriegstote“ beerdigt.
Die Mehrzahl der hier begrabenen deutschen Soldaten fand in den letzten Kämpfen in der Osterwoche 1945 den Tod. Viele von ihnen waren erst 17 oder 18 Jahre alt. Die meisten der Bestatteten starben jedoch als ausländische Zwangsarbeiter und Kriegsgefangene sowie als Inhaftierte der Gestapo. Unter ihnen sind Häftlinge des Arbeitserziehungslagers Breitenau in Guxhagen sowie Männer und Frauen, die in den Sprengstofffabriken in Hessisch-Lichtenau unter unmenschlichen Bedingungen arbeiten mussten. Von Hessisch Lichtenau wurden 29 polnische Zwangsarbeiter aus einem Sammelgrab umgebettet. Obwohl ihre Namen bekannt waren, konnten sie bei der Exhumierung nicht mehr einzeln identifiziert werden, da sie als zivile Fremdarbeiter keine Erkennungsmarken hatten. Sie ruhen hier als Unbekannte.

## Forschungs- und Bildungsstätte

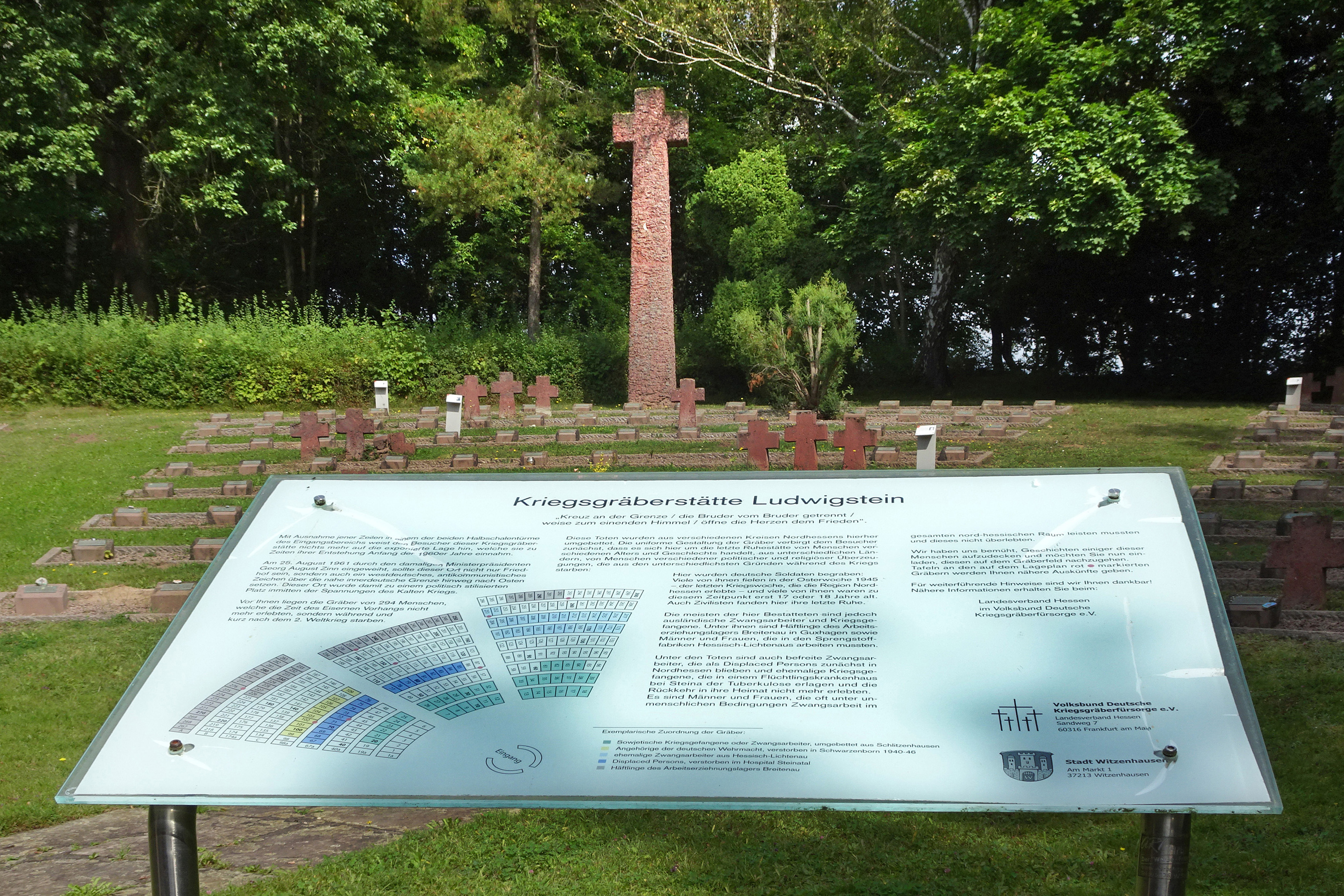
Informationstafel am Eingang der Anlage

Nach Auffassung des Volksbunds Deutscher Kriegsgräberfürsorge ist das Gräberfeld der am weitesten entwickelte Lernort in seinem Landesverband Hessen. Ein Schwerpunkt ist das erlebnispädagogische Konzept des „History Caching“, eine Abwandlung des Geocaching, das seit dem Jahr 2012 als festes Bildungsmodul angeboten wird. Es wurde zusammen mit der Jugendbildungsstätte Ludwigstein entwickelt und kann von Schulklassen und Jugendgruppen gebucht werden. Mit GPS-Geräten sollen die Teilnehmerinnen und Teilnehmer auf dem Ludwigsteiner Burgberg Objekte und biographische Spuren aus den Jahren 1944 und 1945 suchen, sie auf dem Friedhof zusammentragen, um sich darüber auszutauschen und Fragen zu klären. Mit dieser „pädagogischen Friedensarbeit“ ist die Hoffnung verbunden, Jugendlichen und jungen Erwachsenen frühzeitig die Bedeutung von Kriegsgräberstätten zu vermitteln, sie für Geschichte und Gedenken zu interessieren und für deren Inhalte zu sensibilisieren. Außerdem soll die Einbeziehung heranwachsender Generationen eine Überalterung der Akteure verhindern und eine kontinuierliche Weiterarbeit ermöglichen.
In der Vergangenheit hatte sich der Volksbund bemüht, mehr über die Toten zu erfahren. Im Rahmen eines Forschungsprojekts zur historischen Aufarbeitung von ausgewählten Kriegsgräberstätten und mithilfe des Archivs des Internationalen Suchdienstes in Bad Arolsen konnten die Lebensläufe einiger der hier begrabenen Menschen rekonstruiert und herausgefunden werden, wie sie starben. Bei der Mehrheit der Toten gelang es nicht.
Zu den am Ludwigstein beerdigten Menschen, deren Schicksale auf kleinen Tafeln auf Einzelstelen an den jeweiligen Gräbern dokumentiert werden, gehören:
- Basil Bilozobodow

Der litauische Zwangsarbeiter starb am 21. April 1943 im Arbeitserziehungslager Breitenau in Guxhagen im Alter von 36 Jahren. Nur sechs Tage vorher war er von Fulda dorthin eingewiesen worden. Als Todesursache gab der Lazarettaufseher des Lagers „Krämpfe“ an. Mit Basil Bilozobodow wurden weitere 47 verstorbene Häftlinge aus Breitenau auf der Kriegsgräberstätte bestattet.
- Kurt Denda

Er war einer von vier deutschen Piloten, die am 13. September 1944 bei Rengshausen von amerikanischen Jägern abgeschossen wurden. Er war zunächst Fluglehrer und war später für die Kämpfe eingesetzt worden. Der 28-Jährige wurde zusammen mit drei anderen Piloten in Ersrode beigesetzt, bevor er auf den Ludwigsteiner Friedhof umgebettet wurde.
- Ama Ismailow

Der 34-Jährige wurde im Kaukasus geboren und starb am 14. September 1945 im Hospital Steinatal an Tuberkulose. Er kam über die Lazarette Ljubljana, Bordoni in Italien und Neumarkt in der Oberpfalz nach Steinatal, wo er seiner Krankheit erlag. In den Akten wurde er als SS-Freiwilliger muslimischen Glaubens geführt. Ob er tatsächlich freiwillig beitrat, ist fraglich. Zwar existierten verschiedene kaukasische Einheiten innerhalb der Waffen-SS. Viele Angehörige dieser Einheiten waren Kriegsgefangene, die hofften, so den unmenschlichen Bedingungen in den deutschen Lagern zu entkommen.
- Michael Pieger und Wilhelm-Jakob Fritz

Sie wurden beide als Angehörige einer Strafabteilung der Wehrmacht in Schwarzenborn hingerichtet. Über ihre Vergehen konnte nichts herausgefunden werden, die Urteile sind anscheinend nicht aktenkundig. Möglicherweise sind sie Opfer willkürlicher Erschießungen geworden.
- Nadja Pluchnikova

Sie kam am 17. April 1945 in Hessisch Lichtenau 28-jährig durch eine Alkoholvergiftung ums Leben. Kurz nach der Befreiung hatten Zwangsarbeiter der Sprengstofffabriken mehrere Fässer Spiritus gefunden, diesen mit Zucker versetzt und getrunken, um die gewonnene Freiheit zu feiern. Es wird geschätzt, dass insgesamt 80 Menschen an den Folgen der Alkoholvergiftung starben, 30 von ihnen ruhen unter dem Ludwigstein.
- Gustav Schmidt

Der Obergefreite starb mit 46 Jahren bei dem einzigen Fliegerangriff, den der kleine Ort Olberode erlebte. Am 19. März 1945 begleitete er mit zwei Kameraden einen Gefangenentransport, als der am Bahnhof stehende Zug angegriffen wurde. Auch seine Begleiter, zwei 18-jährige Soldaten, starben während des Angriffs.
- Unbekannter Kriegstoter

Der unbekannte Verstorbene wurde bei der Ausbettung in Dietershan bei Fulda in KZ-Kleidung gefunden. Die im Umbettungsprotokoll aufgeführte Häftlingsnummer konnte nicht entschlüsselt werden. Es wurde vermutet, dass er aus dem KZ Katzbach in den Frankfurter Adlerwerken kam. Nach der Auflösung des Lagers am 24. März 1945 waren rund 350 Häftlinge von Frankfurt aus in Richtung Buchenwald getrieben worden. 70 der ausgehungerten und erschöpften Gefangenen wurden von SS-Wachleuten auf dem Weg nach Weimar erschossen, erschlagen oder brachen tot zusammen. Im Umbettungsprotokoll des toten Unbekannten sind Kopfverletzungen vermerkt, die auf einen gewaltsamen Tod hindeuten.